# Terny-Sorny
Terny-Sorny è un comune francese di 313 abitanti situato nel dipartimento dell'Aisne della regione dell'Alta Francia.

## Società

### Evoluzione demografica
Abitanti censiti